# سيابكون (مقاطعة فومن)
سيابكون (بالفارسية: سیابکون) هي قرية تقع في غيلان في إيران. يقدر عدد سكانها بـ 16 نسمة بحسب إحصاء 2016.